# Antonio Reparaz Araujo
Antonio Reparaz Araujo (Potes, 5 de julio de 1898 – Madrid, 8 de mayo de 1964) fue un militar español, de Infantería y de la Guardia Civil. Alcanzó el grado de teniente coronel y fue delegado de Orden Público en Segovia, gobernador civil de Teruel y jefe superior de policía de Barcelona y Madrid, sucesivamente.

## Trayectoria
Ingresó en la Academia de Infantería de Toledo el 29 de agosto de 1913 en la que obtuvo el despacho de segundo teniente el 23 de junio de 1916, siendo destinado al Regimiento «Príncipe» de Oviedo. Pasó al Regimiento «Zaragoza» 12, de guarnición en Santiago de Compostela en 1917,y ascendió a teniente 23 de junio de 1918, ocupando destino en el Batallón de Cazadores «Ciudad Rodrigo» 7, de guarnición en Larache, hasta su ingreso en la Guardia Civil el 5 de mayo de 1920, tras un breve lapso como supernumerario en la I Región Militar.

#### Guardia Civil
En el instituto armado, estuvo destinado en la Comandancia de Madrid; Comandancia de Oviedo; y Secretaría de la Dirección General. El 16 de septiembre de 1928 ascendió a capitán y fue enviado al Perú como integrante de una misión española para la organización de la Guardia Civil del país hispanoamericano, donde permaneció alrededor de tres años. A su regreso estuvo destinado nuevamente en la Comandancia de Oviedo, al mando de un grupo móvil de la Guardia Civil y de Asalto,de donde pasó hacia 1930 al Colegio de Guardias Jóvenes como docente.
Destinado a la Primera Compañía de la comandancia de Cáceres en agosto de 1934, se ofreció voluntario al comandante Doval, que había sido nombrado delegado especial de orden público en Asturias y León, para participar en la represión ordenada por el gobierno de Alejandro Lerroux tras el fracaso de la Revolución de Asturias. Fue mano derecha y el más cercano colaborador de Doval, y entre otras actuaciones, tuvo un papel destacado en la detención e interrogatorios de Ramón González Peña, el principal líder de la revolución, el cual llegó a encargarle su defensa. Por los severos castigos aplicados en el desarrollo de la misión, llegó a ser apodado «carnicero de Mieres»,apelativo que le afectó profundamente.La dureza de las actuaciones llevadas a cabo por Doval y su equipo en Asturias, aunque lograron considerables resultados, provocaron las acusaciones de los diputados Félix Gordón Ordás y Álvarez del Vayo, así como la apertura de una investigación por la Dirección General de Seguridad y la constitución de una comisión de investigación en el Congreso de los Diputados, que envió al propio Gordón, diputado del Partido Republicano Radical, para indagar e informar sobre el asunto. Como consecuencia, Doval fue obligado a dimitiry trasladado a Tetuán y poco después le siguió el capitán Reparaz, nombrado en comisión de servicio en la Alta Comisaría de España en Marruecos para colaborar en la organización de las mezhanías del protectorado a primeros de febrero de 1935.
A mediados de julio de 1935 pasó a la situación de disponble gubernativo y, días después, disponible forzoso en la Comandancia de Cáceres,hasta el 26 del mismo mes que fue destinado a la primera compañía de la misma comandancia. Por orden de 26 de diciembre de 1935 fue destinado a la segunda compañía de la Comandancia de Vizcaya, y el 29 de abril de 1936 pasó de nuevo a disponible forzoso con residencia en Teruel. Finalmente el 15 de junio de 1936, el gobierno de Casares Quiroga, que había adoptado una política de rehabilitación de efectivos que suavizaba posturas precedentes, le entregó el mando de la cuarta compañía de la Comandancia de Jaén con sede en Andújar.
Sublevación, guerra civil, santuario y fuga
Desde su llegada a Andújar contactó y maniobró con militares favorables al levantamiento. Cuando tuvo noticias de que se había levantado el Ejército de África, redactó un bando de guerra, que no llegó a publicar, y mandó concentrar a los efectivos de su compañía en Andújar. Anteriormente, había requisado todas las armas existentes en los comercios de la población. A petición del alcalde de la localidad, del Frente Popular, el 19 de julio participó en una manifestación dirigiéndose a los presentes para comunicarles que, como encargado del orden público, no toleraría desmanes de ningún bando. Al día siguiente al reprimir a un numeroso grupo de revolucionarios armados que tiroteaban las casas de destacados miembros de la derecha local, mandó hacer fuego contra la multitud causando seis muertos y otros tantos heridos entre los amotinados. Hay fuentes que consideran que la salida la Guardia Civil del cuartel fue para provocar y apoderarse del pueblo.
Con la llegada a Andújar el 28 de julio de la III División Orgánica al mando del general Miaja, con el objetivo de tomar Córdoba, en poder de las fuerzas sublervadas, se incorporó a la misma con los guardias civiles concentrados en la población, pidiendo al general que colocara la unidad bajo su mando en vanguardia con la intención de pasarse al bando sublevado en la primera oportunidad. Poco después Miaja lo incorporó a su Estado Mayor, donde siguió fingiendo para hacer notar su fidelidad a la República y a las autoridades del Frente Popular, que desconfiaban de su actitud.Consiguió salvar la vida al capitán Rodríguez Cueto, engañando al gobernador civil de Jaén y a los diputados Peris y Sol para que lo autorizaran a detenerlo y a llevarlo preso a Madrid, donde sería ejecutado para evitar conflictos con las fuerzas derechistas locales, evitando así el fusilamiento planeado por los revolucionarios del Frente Popular de Jaén.
En los primeros días de agosto de 1936 participó al mando de su compañía en el sitio de Adamuz, encabezando las negociaciones con el cabo Romualdo Reyes Martínez y el jefe local de Falange Española, que se habían sublevado el 19 de julio y habían sido sitiados, incomunicados y desabastecidos por fuerzas obreras leales a la República, consiguiendo entrar en la localidad el 10 de agosto. Reparaz negoció que la rendición sería entre militares profesionales y que, para evitar desmanes, los derechistas sería evacuados antes de que las milicias populares entraran en la población. Aunque así se hizo, no pudieron evitar que las masas populares fusilaran el mismo día de la rendición a 26  personas, en días sucesivos otros 26  y más tarde, ya en octubre,nueve más.  Asimismo, de los evacuados a la cárcel de Jaén murieron más de cincuenta en los Trenes de la muerte. En total, alrededor de 112 víctimas de derechas.
Por otro lado, entre el 10 y el 15 de agosto, el capitán Reparaz , integrado con su compañía de guardias civiles en la columna encargada de atacar Pozoblanco, llevó a cabo negociaciones con diversas autoridades de los sublevados locales, entre ellas el capitán de la Guardfia Civil Francisco Rodríguez de Austria, jefe de línea en aquel momento, y el capitán, también de la Guardia Civil, José Rañal Lorenzo, deportado (disponioble forzoso) en la Comandancia de Córdoba, que llevó la iniciativa en los acontecimientos, dándoles garantías de que la rendición sería a los militares profesionales, sin participación de las milicias, y que serían evacuados seguros y a salvo a la zona gubernamental. Como había sucedido en Adamuz, las milicias se descontrolaron y el mismo día 15 fusilaron a quince personas y los dos días siguientes once más, que  sumadas a otros fusilamientos dispersos y a los del día 20 de septiembre, se elevan a un total de 51 vítimas de derechas. De los evacuados a Valencia, se fusilaron a 107 personas de Pozoblanco, entre ellas los capitanes Rodríguez de Austria y Rañal. Un total de 177 víctimas, que con las 112 de Adamuz, muchos consideraron responsabilidad del capitán Reparaz, circunstancia que lo persiguió el resto de su carrera.
Concibió un plan para concentrar a las familias de los guardias civiles concentrados en Andújar y en Jaén junto a un numeroso grupo de guardias que las protegieran en el Santuario de Nuestra Señora de la Cabeza. Trasladó, primero, a las familias de los guardias civiles concentrados en Andújar al palacio de los marqueses de Cayo del Rey en Lugar Nuevo y convenció al general Miaja para que permitiera trasladar a los de Jaén y a sus familias al Santuario, lugar que consideraba muy apropiado para organizar una defensa en caso de que fuera necesario. Provisto de poderes especiales otorgados por el ministro Hernández Saravia, organizó el traslado, que se llevó a cabo los días 16 y 17 de agosto, con la colaboración de capitán Cortés, que era cajero de la comandancia, persona muy respetada y de su total confianza y de otros mandos favorables al levantamiento.
El 25 de agosto de 1936, aprovechando la confusión generada por un bombardeo previamente concertado mediante comunicación con el gobernador militar de Córdoba, cuando formaba parte de la columna del comandante Joaquín Pérez Salas, con la misión de atacar las defensas de Córdoba desde Espejo, se pasó, con armas y toda la munición que pudo reunir, al bando sublevado en Fernán Nuñez con los capitanes Rodríguez Cueto y García del Castillo, cinco tenientes, cuatro de la Guardia Civil y uno de Ingenieros, y más de doscientos guardias civiles entre suboficiales y clases, asentando un duro golpe a la fuerza del general Miaja, así como un notable refuerzo al bando sublevado en Córdoba.
A primeros de septiembre, bajo el mando de los generales Varela —con quien mantuvo correspondencia y relacioners de amistad— y Sáenz de Buruaga, participó en el ataque a las avanzadillas posicionadas por el general Miaja en Cerro Muriano, obligándolas a retroceder. Más tarde ocupó  La Carlota y Fuencubierta, y el 11 de septiembre de 1936 tomó el mando de un tabor de Regulares, marchando al frente de Madrid, donde participó en numerosas acciones hasta marzo de 1937. Pasó de nuevo a Córdoba al mando del tabor de Regulares en Villaharta, más tarde al Cuartel General del Generalísimo — el Estado Mayor del general Franco—, a continuación al Cuartel General del VII Cuerpo de Ejército, y finalmente fue nombrado delegado de Orden Público en Segovia.
Cuatro meses después de haberse pasado al bando sublevado, la Gaceta de la República publicaba una orden del 20 de diciembre de 1936, firmada por Wenceslao Carrillo, con el ascenso del capitán Reparaz a comandante de la Guardia Nacional Republicana, «por su inquebrantable adhesión y lealtad al régimen».Todavía el 20 de enero de 1937, el Ministerio de la Gobernación le asignó destino en la comandancia de Jaén y no fue hasta el 16 de junio de 1937, casi un año después de su fuga al bando nacional, cuando fue dado de baja en la Guardia Nacional Republicana «por desconocerse su paradero».
Gobernador civil
Tras estar destinado como delegado de Orden Público en Segovia, fue nombrado gobernador civil de Teruel el 5 de enero de 1939.
El 6 de marzo de 1939 ascendió a comandante por antigüedad, siguiendo destinado en la comandancia de Segovia y afecto a la de Teruel por orden 25 de marzo de 1939.
Su gestión en Teruel se centró principalmente en la distribución del ganado incautado en Aragón y en la región valenciana entre los ganaderos más afectos al nuevo régimen, además de inventariar las fincas abandonadas, organizar el racionamiento, gestionar el desabastecimiento originado por la presencia del Ejército en la provincia y por la vuelta de los evacuados a Valencia tras finalizar la guerra, así como las actividades ordinarias de depuración y represión.A consecuencia de luchas internas e intrigas entre falangistas de la provincia, el jefe provincial, Luis Julve Ceperuelo, concluyó que Reparaz estaba maniobrando para desprestigiarlo y el consejo provincial de Falange pidió su destitución como gobernador. Aunque no hay pruebas que lo acrediten, se ha sugerido la posible relación entre ambos hechos, debido a su proximidad temporal.
El 5 de agosto de 1940, fue cesado como gobernador civil de Teruel para nombrarlo en la misma fecha jefe superior de policía de Barcelona.
Jefe superior de policía
Tomó posesión el cargo de jefe superior de policía de Barcelona el 12 de agosto de 1940. 
Con fecha 4 de octubre de 1940, preparó un informe  sobre los antecedentes de Luis Companys, incorporado a la causa que terminó con condena de muerte.Durante la visita que giró la máxima autoridad policial del III Reich, Heinrich Himmler, a Cataluña en octubre de 1940, participó en la reunión que este mantuvo con las máximas autoridades del régimen en la zona: el capitán general Orgaz, el gobernador civil González Oliveros, el jefe de los servicios secretos José Ungría Jiménez, y el presidente de la Audiencia Provincial, Sánchez-Cañete.
Puede que su cese en Barcelona se debiera al malestar de la guarnición de la plaza por la paliza que propinaron a un teniente de Artillería agentes de policía, confundiendo un asunto de adulterio con una trama de espionaje.
Cesado como jefe superior de policía de Barcelona el 21 de enero de 1941, el  23 de julio siguiente, fue nombrado unos meses después para el mismo cargo en Madrid, siendo director general de seguridad el teniente coronel Gerardo Caballero Olabézar con quien ya había colaborado durante su misión de 1934 en Asturias. Tomó posesión del cargo el 31 del mismo mes,y el 10 de abril de 1942, sin llevar un año en el puesto, fue cesado por Valentín Galarza, ministro de la Gobernación nombrado unos días antes.
Consejo de Guerra
El 15 de abril de 1937 se iniciaron las actuaciones de la diligencia informativa 2/1937, abierta para determinar responsabilidades de los guardias evadidos en Fernán Nuñez, encabezados por el capitán Reparaz. Al contrario de como hace en la redacción del libro que escribía simultáneamente, se muestra reservado y difuso en las declaraciones  que contienen las diligencias efectuadas ante el juez instructor. A pesar de que las actuaciones se cerraron sin responsabilidad alguna para ninguno de los investigados el 3 de marzo de 1938, Reparaz parece que ser mostraba molesto y disconforme con la apertura de tal procedimiento, siendo él —así se consideraba— responsable y artífice de la sublevación en la provincia de Jaén, que había permanecido al lado de la República y leal a su gobierno.
Se le abrió una información privativa, que el capitán general de Sevilla, Miguel Ponte, elevó a causa el 16 de julio de 1941. Un consejo de guerra en el que el fiscal solicitó la pena de reclusión perpetua,acusado de ser el «comisario rojo» que envió el general Miaja para pactar la rendiciónes de Adamuz y Pozoblanco. Al final las fuerzas del Frente Popular no cumplieron el pacto suscrito por Reparaz con los detenidos, que fueron fusilados en Valencia, los de Pozoblanco, y en Madrid y otros lugares, los de Adamuz; más de trescientas personas entre paisanos y guardias civiles, entre ellos los capitanes Rodríguez de Austria y Rañal y los tenientes Canales y Verona. En realidad, Reparaz había participado en estos hechos por iniciativa propia, dentro de su plan para unirse a las tropas del bando nacional. Del consejo de guerra salió absuelto, pero marcado por los sucesos de Ademuz y Pozoblanco, así como por sus actuaciones durante el mes que participó en la ofensiva de Córdoba, mientras estaba sujeto al mando republicano, lo que a la postre motivaría su retirada prematura del Cuerpo.
Al mismo tiempo que cesaba como jefe superior de policía, solicitó su pase a la situación de supernumerario, por tres años, que se materializó el 10 de marzo de 1942 y ascendió a teniente coronel por antigüedad el 14 de abril del mismo año.
Destino en Córdoba
A finales de 1945, se incorporó de nuevo al servicio y, al parecer, solicitó el mando de la comandancia de Córdoba, puesto al que fue destinado el 28 de septiembre de 1945.
No duró mucho en Córdoba; apenas cuatro meses. Parece que contaba con el respeto y aprecio de innumerables guardias civiles, agradecidos por haberles liberado y protegido; sin embargo no sucedía lo mismo entre compañeros de la alta jerarquía castrense, que no olvidaban los sucesos de Ademuz y Pozoblanco.
El 8 de febrero de 1946 pasó por petición propia a la situación de retirado, causando baja en la Guardia Civil el 28 de febrero del mismo año.Según algunas fuentes, fue injustamente tratado por la Guardia Civily su baja voluntaria en el Instituto armado se debió al gran vacío que percibía a su alrededory a la amargura que le causaba que no comprendieran su conducta y actuaciones mientras estuvo fingiendo lealtad a la República bajo las órdenes de Miaja.

#### Comercial
Continuó con las actividades comerciales que ya había iniciado en 1942 durante los tres años que estuvo en situación de supernumerario. En lo que algunas fuentes consideran exilio, se trasladó con su familia al Perú y estuvo residiendo varios años en Lima, viajando por otros países de Sudamérica en desarrollo de sus negocios.

## Final
Falleció en Madrid el 8 de mayo de 1964 y sus restos fueron inhumados en el cementerio de la Almudena.

## Escritor
En 1926 publicó, junto a Germán Ollero, el Atlas de Geografía adaptado a los programas de ascensos de las clases de tropa, editado por el Taller Escuela de Artes Gráficas de la Guardia Civil.
En 1937, escribió el libro Desde el cuartel de Miaja hasta el Santuario de la Virgen de la Cabeza, en colaboración con el periodista  Maximiano García Venero, que firmó bajo el seudónimo «Tresgallo se Sousa». En esta obra, se presenta como una persona sagaz y avisada, destacando su capacidad para engañar al mando enemigo, al que describía como torpe e incompetente. Además, utiliza el texto para explicar, justificar y exculparse de sus actuaciones al inicio de la guerra civil. Sin embargo, omite hechos relevantes en los que tuvo una participación destacada, como los sucesos de Adamuz y Pozoblanco.

## Familia
Hijo de Sagrario Araujo Torres, natural de Toledo, y de Ignacio Reparaz Rodríguez-Báez, natural de Córdoba, teniente de la Guardia Civil destinado como jefe de línea en Potes, que más tarde ocuparía importantes responsabilidades en el cuerpo. Nieto por línea paterna del músico gaditano Antonio Reparaz Aznárezy de Rosario Rodríguez Báez de Imaz; primo hermano del geógrafo y diplomático Gonzalo de Reparaz Ruiz, y de Ricardo Burguete Reparaz, militar condecorado con la Cruz laureada de San Fernando; sobrino del geógrafo y periodista Gonzalo de Reparaz Rodríguez, y del general Ricardo Burguete y Lana, alto comisario de España en Marruecos y director general de la Guardia Civil, casado con Adela Reparaz, hermana de su padre.
Contrajo matrimonio hacia 1923 con Josefina Escandon Guardado, miembro de una familia de la burguesía asturiana afincada en Luanco, de la que quedó viudo en 1924, tras tener dos hijos: Josefina e Ignacio. En 1944 se casó con Carlota Asensio Escrivá, hija del general José Asensio Torrado, con la que tuvo seis hijos: Fernando; Cristina; Carlota; Antonio; Macarena y Luis.

## Distinciones
- Cruz de primera clase del Mérito Militar con distintivo blanco (1926),[67] por ser coautor del libro Atlas de Geografía destinado a las clases de tropa de la Guardia Civil.[68]

- Cruz de Beneficencia (1935).[69]